# Giancarlo Petrini
Giancarlo Petrini, noto in Brasile con il nome di João Carlos Petrini, (Fermo, 18 novembre 1945), è un vescovo cattolico italiano, dal 27 ottobre 2021 vescovo emerito di Camaçari.

## Biografia
Ordinato presbitero per l'arcidiocesi di Fermo il 28 giugno 1975 dall'arcivescovo coadiutore di Fermo Cleto Bellucci, è stato designato fidei donum per l'arcidiocesi di San Paolo e, dal 1988, per l'arcidiocesi di San Salvador di Bahia.

### Ministero episcopale
Il 12 gennaio 2005 papa Giovanni Paolo II lo nomina vescovo ausiliare di San Salvador di Bahia e vescovo titolare di Auguro. Il 10 marzo successivo riceve l'ordinazione episcopale dal cardinale Geraldo Majella Agnelo, coconsacranti gli arcivescovi Walmor Oliveira de Azevedo e Cleto Bellucci.
Nel maggio 2007 partecipa alla V conferenza episcopale latinoamericana ad Aparecida come esperto.
Il 15 dicembre 2010 papa Benedetto XVI lo nomina primo vescovo di Camaçari.
Il 27 ottobre 2021 papa Francesco accoglie la sua rinuncia per raggiunti limiti di età.

## Genealogia episcopale
La genealogia episcopale è:
- Cardinale Scipione Rebiba
- Cardinale Giulio Antonio Santori
- Cardinale Girolamo Bernerio, O.P.
- Arcivescovo Galeazzo Sanvitale
- Cardinale Ludovico Ludovisi
- Cardinale Luigi Caetani
- Cardinale Ulderico Carpegna
- Cardinale Paluzzo Paluzzi Altieri degli Albertoni
- Papa Benedetto XIII
- Papa Benedetto XIV
- Papa Clemente XIII
- Cardinale Bernardino Giraud
- Cardinale Alessandro Mattei
- Cardinale Pietro Francesco Galleffi
- Cardinale Giacomo Filippo Fransoni
- Cardinale Carlo Sacconi
- Cardinale Edward Henry Howard
- Cardinale Mariano Rampolla del Tindaro
- Cardinale Rafael Merry del Val
- Arcivescovo Duarte Leopoldo e Silva
- Arcivescovo Paulo de Tarso Campos
- Cardinale Agnelo Rossi
- Cardinale Paulo Evaristo Arns, O.F.M.
- Cardinale Geraldo Majella Agnelo
- Vescovo Giancarlo Petrini